# Gnetum camporum
Gnetum camporum är en kärlväxtart som först beskrevs av Markgr., och fick sitt nu gällande namn av Dennis William Stevenson och Zanoni. Gnetum camporum ingår i släktet Gnetum och familjen Gnetaceae. Inga underarter finns listade i Catalogue of Life.